# Dracaena trifasciata
A espada-de-são-jorge, espada-de-santa-bárbara ou espada-de-iansã, (Dracaena trifasciata (Prain) Mabb. (2017), antes pertencente ao gênero Sansevieria), também conhecida como língua-de-sogra, rabo-de-lagarto e sanseviéria, é uma planta herbácea de origem africana. Também é importante saber que é uma planta tóxica, e que não deve ser ingerida.

## Cultivo e Uso

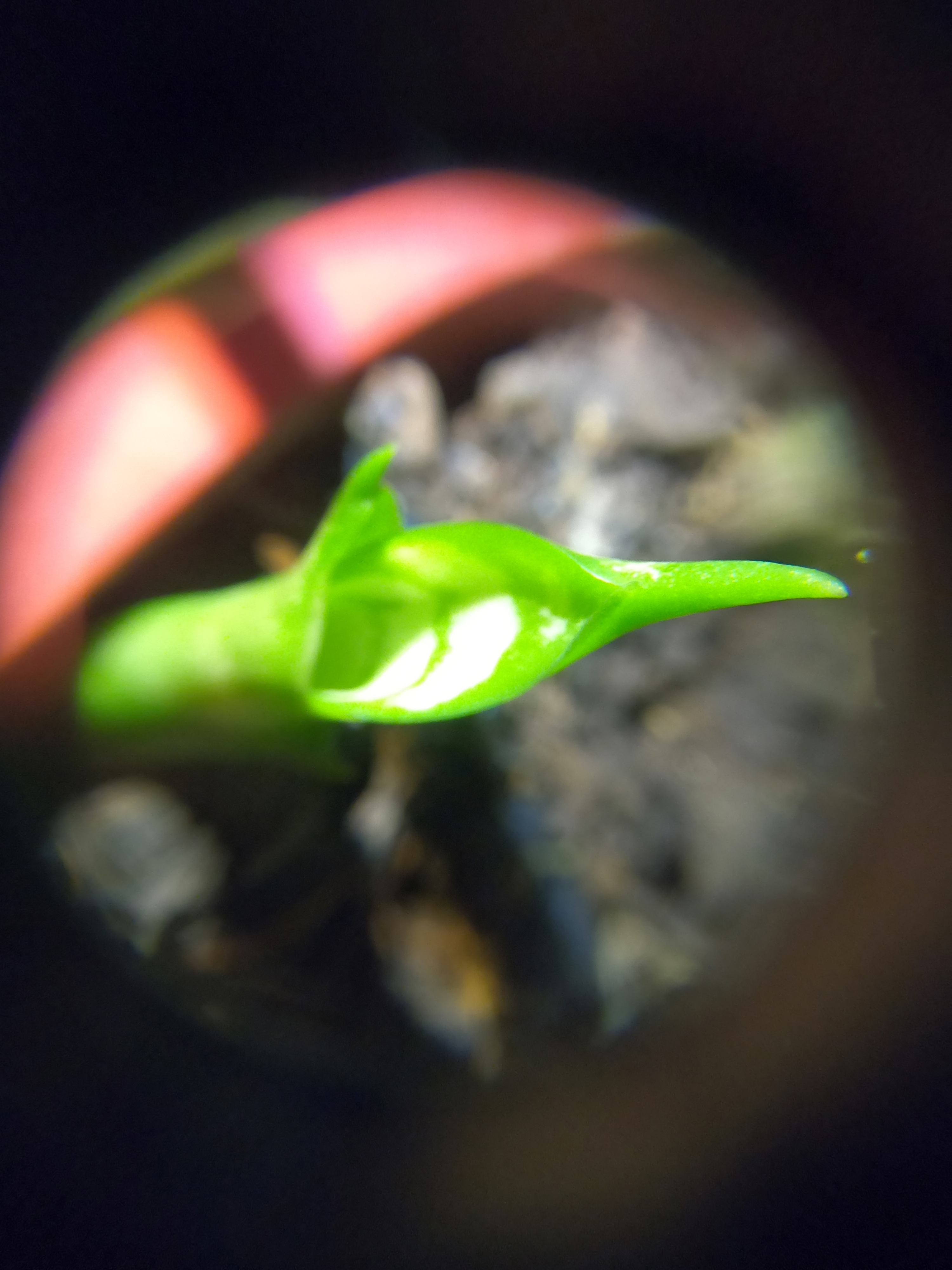
Broto 2x1cm 30 dias

Como alguns outros membros de seu gênero, D. trifasciata produz cânhamo em corda, uma fibra vegetal forte que costumava ser usada para fazer cordas de arco.
Agora é usada predominantemente como planta ornamental, ao ar livre em climas mais quentes e em ambientes internos como planta de casa em climas mais frios. É popular como planta de casa porque é tolerante a níveis baixos de luz e irrigação irregular; durante o inverno, é necessário apenas uma rega a cada dois meses. Ele apodrecerá facilmente se for regado em excesso. É comumente recomendado para iniciantes interessados no cultivo de plantas de interior pela sua facilidade de cuidado.

## Uso Medicinal
O estudo do ar puro da NASA descobriu que D. trifasciata tem potencial para filtrar o ar interno, removendo 4 das 5 principais toxinas envolvidas nos efeitos da síndrome do edifício doente. No entanto, sua taxa de filtração é muito lenta para o uso interno prático.
Um recente estudo científico  procurou demonstrar potenciais inibidores fitobiológicos da Dracaena trifasciata contra enzimas presentes na Artrite reumatoide (AR). Neste estudo, foi concluído que esta planta possui grande potencial para um futuro tratamento promissor da AR, necessitando de validação in vitro e in vivo para corroborar seu potencial terapêutico.

## Uso na cultura afro-brasileira

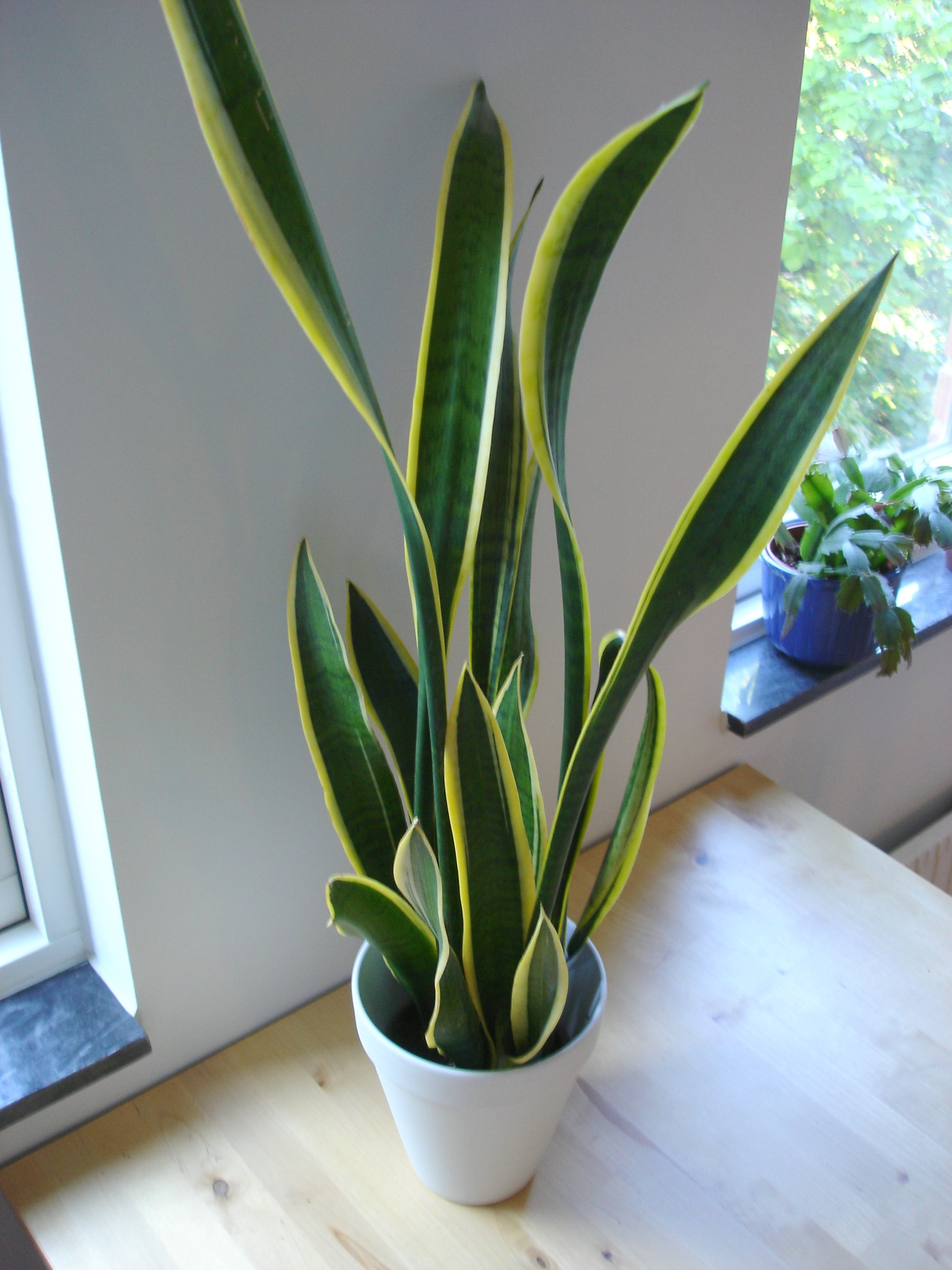
Espada-de-santa-bárbara

Além do seu uso ornamental, as espadas-de-são-jorge são também conhecidas como plantas de proteção contra o mau-olhado, devendo ser colocadas próximo à entrada das casas.
Nas Religiões afro-brasileiras, ela é também chamada de espada-de-ogum (quando tem coloração verde) ou espada-de-iansã (bicolor, com bordas amarelas). Esta folha sagrada é uma folha gún (excitante, "quente"), sempre presente nos rituais de sasanha e na realização de águas sagradas denominada de abô.